# Albert Deullin
Albert Louis Deullin, né le 24 août 1890 à Épernay et mort le 29 mai 1923 à Villacoublay, est un militaire et aviateur français, qui, avec vingt victoires aériennes officielles remportées au cours de la Première Guerre mondiale, figure parmi les plus importants as de l’aviation de la guerre.

## Biographie
Mobilisé en août 1914 comme sous-lieutenant au 8e régiment de dragons, il passe dans l'aéronautique, obtient son brevet de pilote en juin 1915, à l'école d'aviation militaire de Chartres (aérodrome du Coudray) ; il est successivement affecté aux escadrilles MF 62 puis MS3 (ensuite N3), avant de prendre le commandement de la Spa 73 en février 1917. Blessé en mission à trois reprises, le capitaine Deullin obtient la Légion d'honneur le 4 juin 1916, est promu officier du même ordre en juin 1918 et reçoit la croix de guerre 1914-1918 avec treize palmes et une étoile.
Après la guerre, il s'engage comme chef pilote de la compagnie franco-roumaine de navigation aérienne et se lance dans la réalisation de raids toujours plus audacieux, contribuant à l'ouverture de plusieurs lignes.
Albert Deullin se tua à Villacoublay le 29 mai 1923 en essayant un prototype, et fut enterré dans le cimetière de sa ville natale d'Épernay.

## Distinctions
- Officier de la Légion d'honneur (1918)
- Croix de guerre 1914–1918